# Sara Varga
Sara Varga, właściwie Sara Varga Madeleine Jonsson (ur. 14 kwietnia 1982, Sztokholm) – szwedzka piosenkarka i autorka tekstów. 
W 2011 roku uczestniczyła w szwedzkich eliminacjach do Konkursu Piosenki Eurowizji 2011 – Melodifestivalen 2011, podczas którego zaśpiewała piosenkę „Spring för livet”. Ostatecznie zajęła przedostatnie, 9. miejsce.

## Dyskografia

### Albumy
- Faith, Hope & Love (2008)
- Spring för livet (2011)
- Ett år av tystnad (2012)

### Single
- 2008 – "Always Have"
- 2010 – "Du gick"
- 2011 – "Spring för livet"